# جاسوس × کد خانواده: سفید
جاسوس × کد خانواده: سفید (انگلیسی: Spy × Family Code: White)، یک فیلم فیلم جاسوسی کمدی اکشن انیمه محصول ۲۰۲۳ به کارگردانی تاکاشی کاتاگیری بر اساس فیلمنامه ایچیرو اوکوچی و تولید شده توسط  ویت استودیو و کلوورورکس است. این فیلم بر اساس سری مانگا‌های شونن مانگا به نام جاسوس × خانواده نوشته تاتسویا اندو ساخته شده است.
جاسوس × کد خانواده: سفید در ۲۲ دسامبر ۲۰۲۳ در سینماهای ژاپن اکران شد. صداپیشگان  مجموعه تلویزیونی انیمیشن نقش‌های خود را برای این فیلم تکرار کردند. این فیلم نقدهای مثبتی از منتقدان دریافت کرد و بیش از ۱۰۱ میلیون دلار در سراسر جهان فروخت.